# Haagbeukmot
De haagbeukmot (Agrotera nemoralis) is een vlinder uit de familie van de grasmotten (Crambidae). De spanwijdte van de vlinder bedraagt tussen de 20 en 24 millimeter.

## Waardplanten
De haagbeukmot heeft haagbeuk als waardplant, maar is ook wel gemeld van berk en kastanje.

## Verspreiding
De soort komt voor in vrijwel geheel Europa (van Spanje tot Scandinavië), Turkije, Georgië, China, Zuid-Korea en Japan.

### Voorkomen in Nederland en België
De haagbeukmot is in Nederland en in België een tamelijk zeldzame soort. In Nederland wordt de soort het meest aangetroffen in Flevoland en Limburg. In België komt de soort vooral in het zuiden voor. De soort kent één generatie, die vliegt van mei tot in juli. De soort overwintert als pop.